# シリキウス (ローマ教皇)
シリキウス（Siricius, 334年? - 399年11月26日）は、第38代ローマ教皇（在位：384年12月11日 - 399年11月26日）。
382年に古代ローマの最高神祇官に、司祭として初めて任じられた（後にローマ皇帝グラティアヌスによって職を解かれた）。384年には、対立教皇ウルシヌスとの選挙に勝って満場一致でローマ教皇に選出された。「教皇」という称号を名乗った初めての人物であり、教皇教令を発した初めての教皇でもあった。最初の教皇教令はヒスパニアのタラゴナの司祭に対するものだった。さらに聖職者の非婚に関する2つの教令を出した。
異端の同僚司祭に迫害されたヒスパニアの禁欲的なプリスキリアヌス派の司祭が西ローマ帝国の皇帝マグヌス・マクシムスによって魔術を行った罪で処刑された時、シリキウスはミラノの司教アンブロジウスとトゥールのマルティヌスを伴って、この判決に異議を唱えた。
シリキウスの祝日は11月26日である。